# Brotulinella
Brotulinella is een monotypisch geslacht van straalvinnige vissen uit de familie van naaldvissen (Bythitidae).

## Soort
- Brotulinella taiwanensis Schwarzhans, Møller & Nielsen, 2005